# Wim van Zwam
Wim van Zwam (30 oktober 1956) is een Nederlandse voormalige voetballer en voetbaltrainer die als verdediger speelde.

## Carrière
Van Zwam begon in zijn jeugd met voetballen bij FC Wageningen. In 1976 maakte hij zijn debuut voor het eerste elftal. 
Van Zwam begon bij SV Honselersdijk als trainer. Maar na 1 seizoen vertrok hij naar GVVV. Daarna ging hij naar Quick Boys, maar na 1 seizoen werd zijn contract niet verlengd.
Van Zwam debuteerde in het seizoen 2000/2001 bij TOP Oss als trainer in het betaald voetbal. In 2002 besloot het bestuur van TOP Oss het aflopende contract van van Zwam niet te verlengen vanwege slechte resultaten.
Met ingang van het seizoen 2025/26 ging Van Zwam aan de slag bij SBV Excelsior, als rechterhand van Ruben den Uil.